# پول (ترانه درامز)
«پول» (به انگلیسی: Money) ترانه‌ای از گروهٔ موسیقی ایندی پاپ آمریکایی درامز می‌باشد که در نخستین آلبوم استودیویی آن‌ها تحت عنوان پورتامنتو (۲۰۱۱) قرار دارد. این قطعه توسط خوانندهٔ اصلی گروه، جاناتان پیرس، و گیتارزن، کانر هانویک، نوشته و تهیه شده‌است؛ و نخستین بار در ۱۹ اوت سال ۲۰۱۱ منتشر گردید. «راه‌راه‌های آبی» به‌عنوان یک قطعهٔ جایزه، همراه با نسخهٔ آی‌تیونز این تک‌آهنگ در دسترس قرار گرفت. این قطعه دومین تک‌آهنگ آن‌ها به‌عنوان یک گروهٔ سه‌نفره پس از خروج آدام کسلر از گروه در سپتامبر سال ۲۰۱۰ به‌شمار می‌رود. این قطعه در سبک آلترناتیو و ایندی راک قرار دارد و متن آن به یک شخصیت اصلی می‌پردازد که در فقر به‌سر می‌برد.